# Hadena latestrigata
Hadena latestrigata là một loài bướm đêm trong họ Noctuidae.